# 장완

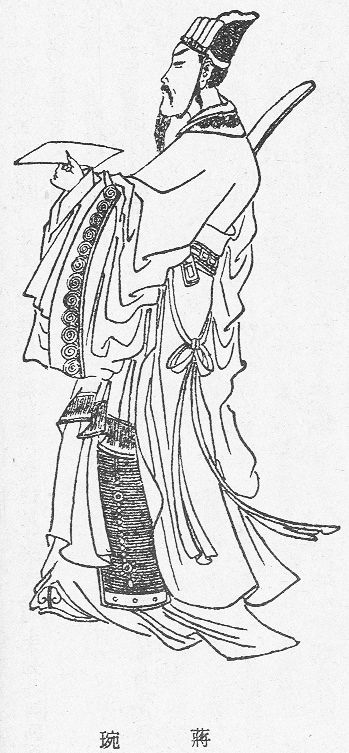
장완

장완(蔣琬, ? ~ 246년)은 중국 삼국 시대 촉나라의 정치인이다. 자는 공염(公琰)이며 형주 영릉군 상향현(湘鄕縣) 사람이다. 제갈량·비의·동윤과 함께 촉의 사상(四相)으로 꼽힌다. 시호는 공후(恭侯)다.

## 생애
약관의 나이에 천릉에 사는 외종제 유민(劉敏)과 함께 이름이 알려졌다.
장완은 주서과의 신분을 지니고 유비(劉備)를 따라 촉 땅으로 들어가 광도현의 장이 되었다. 일찍이 유비가 촉나라 땅을 돌아보던 중 광도현을 방문하게 됐는데, 장완이 맡은 집무를 해결하지 않은채, 술에 취해 있는 것을 보고는 매우 노여워하여 장완을 처벌하려고 했다. 그러자 그 당시에는 군사장군으로 있던 제갈량이 유비에게 간청하며 건하였다.
"장완은 국가의 그릇이지, 백리를 다스릴 인재가 아닙니다. 그의 정무 처리는 백성들을 안정시키는 것을 근본으로 하고 있으며,
외양(=겉모습)을 장식하는 것을 우선시하지 않습니다. 원컨대 주공께서는 다시 살펴 주십시오."
유비는 제갈량을 아꼈으므로 제갈량의 간언을 받아들여 장완을 벌하지 않는 대신 그에게 제수하였던 관직을 박탈했다.
장완은 면직된 후 한밤중에 소 한 마리가 문앞에서 머리에 피를 철철 흘리는 꿈을 꾸었는데, 이를 매우 언짢아하여 해몽가인 조직(趙直)을 찾아가 해석을 부탁하였다.
조직이 장완의 꿈을 해석하기를,
"대체로 피를 보는 것은 일이 분명해졌음을 의미합니다. 그리고 소의 뿔과 귀는 '공(公)' 자의 형상을 하고 있으니, 당신의 지위는 반드시 공(公)에 이를 것입니다. 아주 길한 징조입니다."
해몽이 맞았는지, 과연 장완은 오래되지 않아 십방(什防)의 현령이 되었다가, 유비가 한중왕이 되자 성도로 들어가 상서랑이 됐다.
건흥 원년(223년)에 승상 제갈량은 문무관원들을 소집하여 회의를 열고, 장완을 초빙하여 동조연(東曺椽)으로 임명했다.
장완은 무재에 천거되었으나 그는 간곡하게 사양하며 유옹(劉邕)·음화(陰化)·방연(龐延)·요순(廖淳)를 대신 추천하였다. 듣다못한 제갈량은 장완을 일깨워 주었다.
"공염, 그대는 생각해 보십시오. 가까이 있는 자를 배반하고, 도덕을 버리고, 백성을 파멸시키는 것은 사람들이 마음속으로 동정하지 않습니다. 사실, 또 멀고 가까운 사람들은 그 사퇴하려는 뜻을 이해하지 못합니다. 때문에 그대는 자신의 공업과 덕행을 나타내어 이 선발의 타당성과 중요성을 증명해야 합니다."
건흥 5년(227년)에 장완은 참군으로 승진했으며, 제갈량이 한중에 주둔하고 있던 때에는, 장사 장예(張裔)와 함께 부에 남아 국정을 총괄했다.
건흥 8년(230년) 장예(張裔)가 죽자 장예를 대신하여 장사가 되었고, 이에 무군 장군의 벼슬이 더해졌다. 제갈량은 위나라를 치기 위해 자주 북진하였지만, 장완은 매번 군량과 군수물자 그리고 병사를 충분히 지원해 주었다.
제갈량은 항상 이렇게 말했다.
"공염(장완)은 품은 뜻이 곧고 인품음 충성스럽고 예스러우며 아담하니, 나와 함께 제왕의 대업을 도울 사람이구나."
제갈량은 또한 은밀히 표를 올려 유비의 아들인 황제 유선(劉禪)에게 고하였다.
"신에게 만일 불행이 있게 된다면, 훗일은 응당히 장완에게 맡기십시오."
건흥 12년(234년) 끝내 제갈량이 세상을 떠나자 장완은 상서령에 임명됐으며, 오래 가지 않아 관직을 더하고 도호를 대행하도록 했다. 또한, 장완에게 부절을 내려 제갈량의 병권을 이어받도록 했고, 더불어 익주자사를 겸임시켰다. (도호에 대한 각주가 덧붙여져야 되겠다)
장완은 승진하여 대장군과 녹상서사(錄尙書事)를 지냈으며 안양정후(安陽亭候)로 봉해졌다. 당시 제갈량이 막 세상을 떠난 시점이었으므로 이로 인해 많은 사람들이 동요했으나, 장완만은 슬퍼하지도 않고 기뻐하지도 않았으며, 정신과 행동이 차분하고 평상시와 같아 사람들은 장완을 믿고 따랐다.
연희 원년(238년)에 유선이 장완에게 조서를 내렸다.
"지금은 우리 나라에 끊임없이 적이 침입하고 있고, 위나라의 황제 조예(曹叡)는 교만하고 흉악한 사람이다. 마침 요동의 세 군이 그의 포악함으로 인해 그와 떨어져 있게 되자, 조예가 마침 대군을 일으켜 서로 공격하여 토벌하도록 명령한 상태다. 옛날에 진시황(秦始皇)이 죽은 후 진(秦)이 멸망한 것은 진승(陳勝)과 오광(吳廣)이 반란을 일으켰기 때문이다. 오늘 위나라의 이 변란은 하늘이 내린 기회이다. 그대는 전쟁 준비를 하여 군사들을 통솔해 한중에 주둔하고, 동맹국인 오의 행동을 기다렸다가 서로 호응하여 틈을 타서 행동하라."
때문에 장완에게 북벌 수행에 필요한 부서를 개설하도록 지시했다. 이듬해 장완은 대사마로 승진했다. 동조연 벼슬에 있던 양희(楊戱)는 평상시의 성품이 간략하였데, 그는 장완과 대화를 나눌때 항상 응답하지 않았다. 어느 날, 어떤 사람이 양희를 헐뜯으며 장완에게 다음과 같이 말했다.
"공께서 양희와 말을 나누었지만 대답을 듣지 못한 것은 양희가 윗사람을 무시하는 심한 행동이 아니겠습니까?"
그러자 장완은 이렇게 답했다.
"사람이 마음이 다른 것은 사람마다 얼굴이 다른 것과 같습니다. 겉으로는 순종하고 속으로는 악언을 하는 것은 옛 사람들이 경계했던 것입니다. 양희가 나의 생각이 옮다고 찬성한다면 그것은 본심이 아닌 것이고 반대했다면 자신의 과오를 드러내는 것이므로 가만히 있었던 것입니다. 이것은 좋은 태도입니다"
또한 어느 날은 독농(督農) 양민(楊敏)이 장완을 이렇게 비방한 적이 있었다.
"장완은 일하는 것이 모호하여 진실로 이전 사람들에게 미치지 못한다."
어떤 사람이 양민의 이 말을 장완에게 말했다. 일을 주관하는 사람은 양민에게 벌을 내릴 것을 청했으나, 장완은 다음과 같이 말했다.
"나는 확실히 이전 사람만 못하므로 추궁할 만한 것이 없습니다."
그러자 일을 주관하는 사람이 이번에는 장완의 모호한 일처리에 대하여 추궁하려고 했다. 그러자 장완이 다음과 같이 말했다.
"제가 진실로 이전 사람만 못하다면 이 일을 처리하지 못할 것이며,
이 일이 응당 처리되지 못할 때에야 일을 모호하게 하는 것입니다. 또 무엇을 심문하려고 하십니까?"
후에 양민이 어떤 사건에 연루되어 감옥에 갇혔을 때, 사람들은 양민이 반드시 죽게 될거라며 두려워했다. 그러나 장완은 사사롭게 생각하고 행동하는 사람이 아니었기 때문에 사심없이 양민을 판결하여 양민은 중죄를 면했다. 장완이 좋아하고 싫어하는 감정과 도의의 태도는 모두 이와 같았다.
장완은 과거에 제갈량이 북벌을 수행 했을 때, 육로를 통한 보급이 수월하지 못했던 사실을 거울삼아 한수와 면수의 급류를 타고 위흥과 상용을 습격하려고 했다. 그러나, 평소 앓고 있던 지병이 연속으로 도졌고, 더불어 다른 신하들 또한 승리하지 못하면 돌아올 수 없으므로 좋은 계책이 되지 못한다 하여 실행하지 못하였다. 그래서 장완은 상서령 비의, 중감군 강유(姜維) 등을 보내 황제 유선에게 자신의 의견을 설명하도록 했다.
장완이 상소를 올려 고했다.
"세상에 만연한 독을 제거하고 재난을 없애는 것은 신이 처리할 일입니다. 폐하의 명령을 받아 한중에 주둔한 지 벌써 6년이 되었으나 신은 어리석고 무능한데다가 열병까지 겹쳐서 이를 실행하지 못하고 있으니 아침저녁으로 마음 아파하고 있습니다. 현재 위나라는 아홉 주를 차지하고 세력을 뻗치고 있어 이기기 힘듭니다. 만일 오나라와 힘을 합쳐 앞뒤로 호응한다면 영토를 뜻한 대로 신속하게 얻을 수는 없겠지만 잠시나마 위나라의 힘을 훼손시킬 수 있습니다. 그러나 오나라와의 약속을 연이어 한 후 승리할 수는 없는 일, 전진하는 것도 후퇴하는 것도 어려워 실로 침식을 잊게 합니다. 저는 비의 등과 이미 상의하였습니다. 적군은 촉나라 땅을 넘보고 있고, 강족과 호족은 여전히 촉나라 땅을 그리워하고 있습니다. 과거 위나라 옹주자사 곽회(郭淮)가 패하여 달아난 적이 있었습니다. 그것의 장단점을 헤아려 보면, 양주를 우선 점령해야 하므로 응당 강유를 양주자사로 임명해야만 합니다. 만일 강유가 출정하여 하우성을 제압한다면, 신은 군대를 인솔하여 강유의 뒤를 따르겠습니다. 지금 부현은 바다와 육지가 사방으로 통해 있으니, 긴급한 사태가 발생한다면 호응할 수 있을 겁니다. 만일 동북쪽으로 어떤 일이 있다면, 앞으로 가는 것은 어렵지 않을 것입니다."
이로부터 장완은 곧 부현으로 돌아가 주둔했고 급류를 이용한 신속한 진군을 위한 계책을 다시 실행에 옮기려고 하였지만, 병이 더 심해져 연희 9년인 246년 결국 세상을 떠났다. 시호는 공(恭)이었다.

## 장완의 친족들
아들 장빈(蔣斌)이 뒤를 이었고, 수무장군(綏武將軍) · 한성호군(漢城護軍)에 임명됐다.
263년 위나라의 촉 토벌이 시작되었을 때 위나라의 대장군 종회(鍾會)가 한성(漢城)에 도착하여 장빈에게 편지를 보내 말했다.
"파(巴)와 촉(蜀) 땅에는 재능과 지혜를 겸비한 인재들이 많은데, 그대 역시 제갈사원(제갈량의 아들 제갈첨) 때에 이르러서는 초목에 비유되며,
나와 똑같은 천지의 기(氣)를 받았습니다. 옛 선인에 대한 존경은 지금이나 과거나 중시했던 일입니다. 서쪽에 도착하면 그대 부친(장완)의 산소를 찾아가 받들어 인사하고, 묘지를 깨끗이 청소하여 경의를 표하려고 합니다. 선친의 산소 위치를 알려주기 원합니다!"
이에 장빈은 답장을 보냈다.
"같은 부류로써 선친의 묘지를 찾아보려는 생각이 융성함을 알았습니다. 세상 일들을 떠나 의뢰하거나 교류할 경우는 거절할 수 없습니다. 제 부친께서는 과거에 중병으로 부현에서 세상을 떠나셨는데, 점쟁이가 사람의 묘지의 길(吉)함을 점쳐서 부현에 안장시켰습니다. 그대가 서쪽으로 간다는 것을 알았으니, 수레를 굽혀 선친의 묘지를 가지런히 하고 경의를 표해 주십시오. 그대가 나를 보는 것처럼 나의 부친을 대하는 것은 안자(顔子)의 어짊입니다.
나는 그대가 상심하여 슬퍼한다는 것을 알게 되자, 선친이 그리워졌습니다."
종회는 장빈의 답장을 받고, 그의 마음을 찬탄하였다. 부현에 도착한 후, 편지에서 말한 것과 같이 행동을 했다. 유선이 등애(鄧艾)에게 투항한 후 장빈은 부현에 있는 종회에게 갔는데, 종회는 장빈을 교우의 예절로써 대해주었다.
장빈은 종회를 따라 성도에 도착했지만 난리를 일으킨 병사에게 살해됐다. 장빈의 동생 장현(蔣顯)은 태자복(太子僕)의 직책에 있었는데, 종회는 그의 재능과 학문 역시 아꼈으며, 장빈과 같은 때에 죽었다.
유민은 좌호군(左護軍) · 양위장군(揚威將軍)이 되어 진북대장군 왕평(王平)과 함께 한중을 지켰다.
244년 위나라가 대장군 조상(曹爽)을 보내 촉을 습격했을 때, 군사 회의를 논의하는 자들 가운데 어떤 이가 성문을 굳게 걸어잠그고 나가서 적과 대항하지 않을 수 있다면, 틀림없이 자진해서 퇴각할 것이라고 했다. 이에 유민은 남녀를 들녘으로 내보내 농사를 지으며 그곳에 있게 하고, 적의 침입을 허락하면 한중을 잃게 될거라고 생각하며 왕평과 함께 병사들을 이끌고 흥세산(興勢山)을 점령하고, 수많은 기를 꽂아 백여리까지 이었다. 마침 대장군 비의가 성도로부터 도착하여 위나라 군대는 많은 사상자를 내고 후퇴했다. 유민은 공로가 있어 운정후(雲停候)로 봉해졌다.

## 장완의 친족관계

### 관련 인물
- 반준

## 같이 보기
- 삼국지 인물 목록
- 진수 (서진)
- 배송지